# Московско-Троицкая железная дорога
Московско-Троицкая железная дорога — первая акционерная железная дорога от Москвы до Сергиева Посада, где находится место паломничества — Троице-Сергиева Лавра. Железная дорога протяжённостью 65,7 вёрст (70 км) выстроена московскими купцами и промышленниками в 1860—1862 гг.
На первом этапе задачей было строительство железной дороги сначала до Сергиева Посада, а затем и до Ярославля.                                                                             Главным акционером общества был виноторговец Иван Фёдорович Мамонтов. Продолжателем дела своего отца стал Савва Иванович Мамонтов, протянувший Московско-Троицкую железную дорогу в 1870 году не только до Ярославля, но и до Архангельска (после 1894 года).

## История

### Идея постройки железной дороги

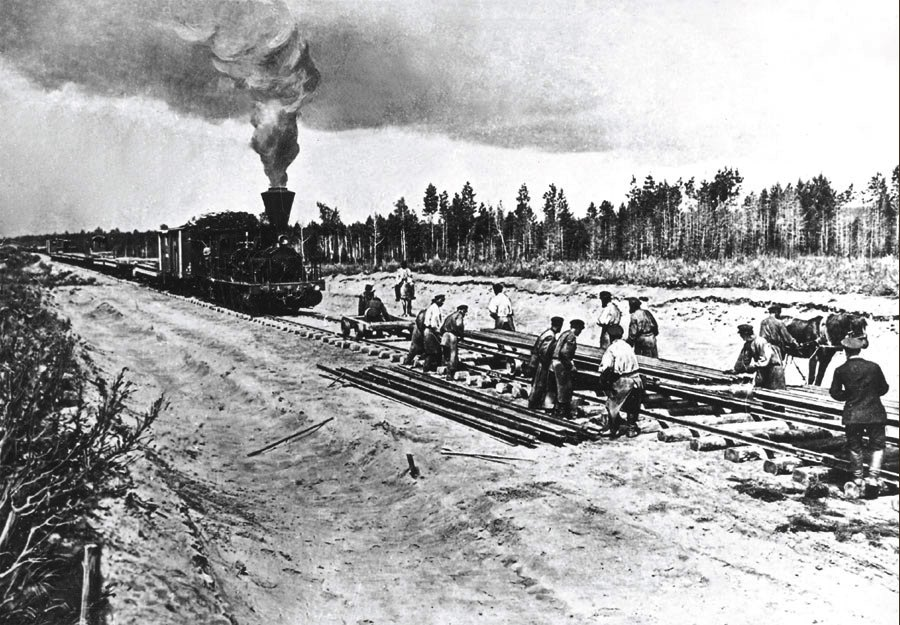
На стройке

Во второй половине XIX века Россия, переживая большой подъём в области промышленного и особенно железнодорожного строительства, остро нуждалась в притоке капиталов.
Учредителями основанного по царскому указу 1857 года «Главного общества российских железных дорог» были в основном иностранцы, которые неэффективно  потратили, а то и разворовали выделенные государством деньги. Московская группа коренного русского купечества считала, что строить и эксплуатировать железные дороги должен отечественный, а не иностранный капитал. Стоит отметить, что среди первых «железнодорожных» предпринимателей были наиболее активны известные торговцы вино-водочной продукцией — В. А. Кокорев, И. Ф. Мамонтов и другие. Виноторговцы собирались создать «Товарищество для устройства железных дорог», но император Александр II отверг эту инициативу.

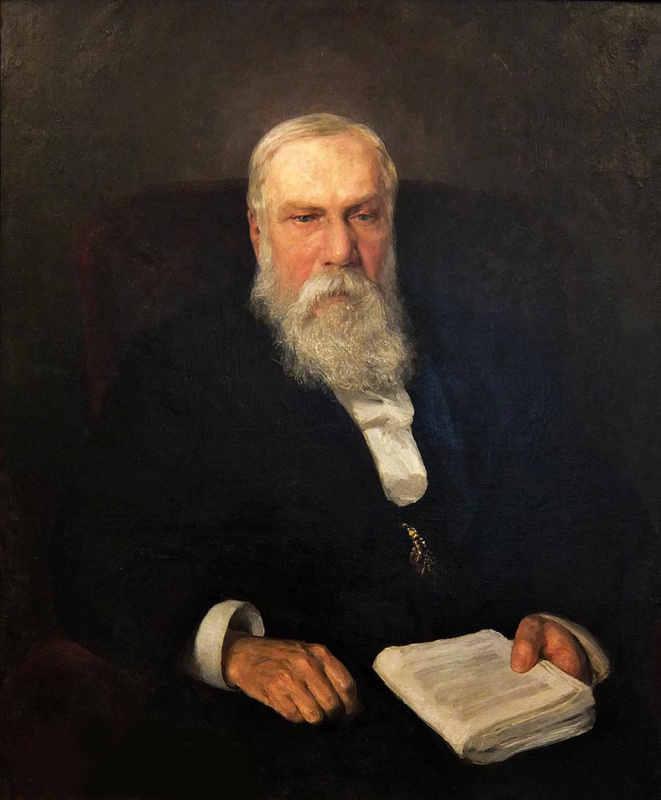
Ф. В. Чижов. Портрет работы В. Д. Поленова (1875)

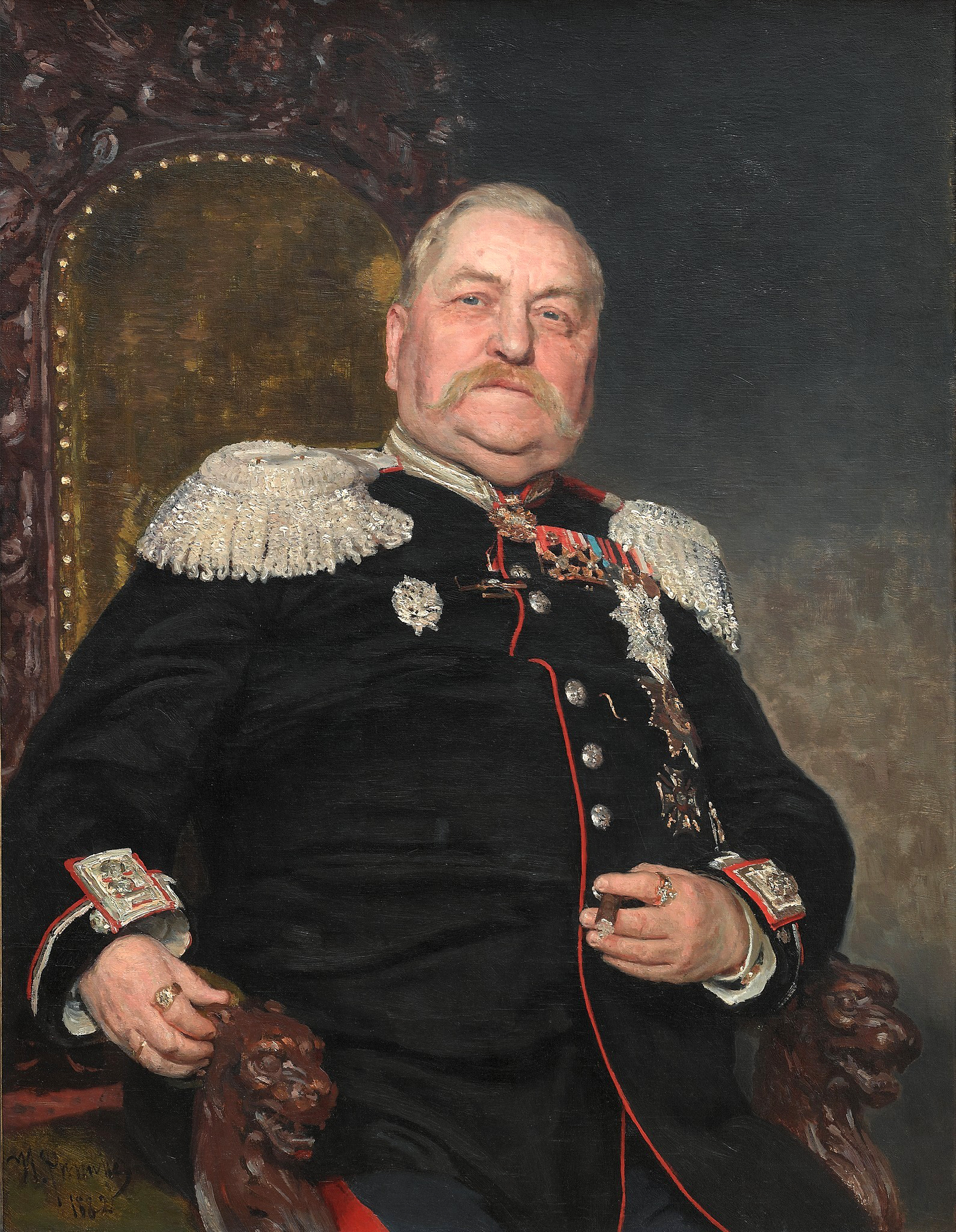
А. И. Дельвиг. Портрет работы И. Е. Репина (1882)

Со временем государство стало активно поддерживать купцов и промышленников и всячески привлекать к железнодорожному строительству. Сами акционеры получили полное право на проектирование, строительство и эксплуатацию сооружаемых ими же самими линий. Все это вызвало так называемую «рельсовую горячку».
В 1858 году состоялась знаменательная встреча учёного и промышленника Фёдора Васильевича Чижова и барона Андрея Ивановича Дельвига. Ф. В. Чижов был вдохновителем и, по сути, создателем первой русской частной железной дороги между Москвой и Сергиевым Посадом.
Чижов к тому времени уже был сложившимся теоретиком и идеологом железнодорожного строительства, а Дельвиг, как особо доверенное лицо Главноуправляющего путей сообщения и публичных зданий, располагал обширными сведениями о развитии железнодорожной сети в России и был осведомлён о некомпетентности и своекорыстии иностранных инвесторов.
Идея Чижова по прокладке дороги от Москвы в сторону Ярославля начинала воплощаться в жизнь. Вначале было решено ограничиться устройством сообщения до Сергиевского Посада. Для того, чтобы изучить движение на этом участке и получить данные о потенциальном количестве пассажиров, Чижов нанял студентов, которые, расположившись по Троицкому (Ярославскому) шоссе, круглые сутки считали всех, движущихся по дороге. Средства передвижения людей — конные экипажи, телеги, многие паломники шли в Троице-Сергиеву Лавру пешком.

### Создание Акционерного Общества и строительство железной дороги
Чижов смог убедить наиболее влиятельных виноторговцев — Шипова, Кокорева, Мамонтова, Рюмина вложить в благородное дело строительства железной дороги свои капиталы. В 1858 году было получено Высочайшее соизволение на производство изыскательных работ. 
В мае 1859 года в российских газетах появились заметки, что для устройства сообщения от Москвы до Троице-Сергиева Посада учреждается «Общество Московско-Троицкой железной дороги». Общество не испрашивало государственных гарантий, капитал предполагалось собрать путём выпуска акций, а сооружение дороги окончить в четыре года.
На организационном собрании пайщиков Московско-Троицкой железной дороги, состоявшемся 25 февраля 1860 года, по инициативе Чижова было принято решение поставить за правило, чтобы в газете «Акционер» не менее шести раз в год правление общества печатало отчёты о своих действиях и о состоянии кассы.
Пример общества Московско-Троицкой дороги побудил пайщиков других частных железнодорожных обществ в России обязать свои правления поступать аналогично. С удовлетворением отмечая этот отрадный факт, газета «Акционер» от 14 мая 1860 года сообщала: «Везде акционеры начинают мало-помалу входить в свои права и понимать, что не на то они только акционеры, чтобы слепо одобрять всё, что ни поднесут или ни предложат директора правления…»

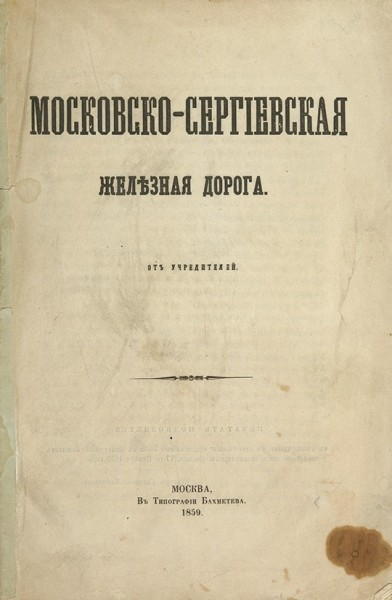
Брошюра от учредителей Московско-Троицкой железной дороги

Выдержки из Устава Общества Московско-Троицкой железной дороги гласят:
Перед открытием движения по железной дороге, Общество представляет на утверждение Главноуправляющего Путями Сообщения и Публичными Зданиями тариф провозной платы по дороге.
Высшая плата при проезде по всему пути ограничивается следующими пределами:
С пассажиров с каждого и поверстно:
В вагонах 1-го класса – три коп. серебром.
В вагонах 2-го класса – две с четвертью коп. серебром.
В вагонах 3-го класса – одну с четвертью коп. серебром. <…>
С пассажиров, багаж коих не превышает одного пуда, особой платы сверх цены, следующей за место, не взимается. <…> Со скота поголовно и поверстно по разрядам их: одна двенадцатая коп., одна восемнадцатая коп. и одна двадцатьчетвертая коп. серебром. <…>
Капитал Общества определяется в четыре миллиона пятьдесят тысяч руб. серебром… Капитал сей,.. назначается, собственно, для устройства дороги от Москвы до Сергиевского посада. <…> Построенная на собственный счет и страх Общества железная дорога со всеми сооружениями, подвижным составом и принадлежностями – в продолжение восьмидесяти лет… остается в полном распоряжении Общества с правом передачи оной в другие руки, но не иначе, как с утверждения Правительства.
По истечении вышеозначенного восьмидесятилетнего срока Общество обязано сдать бесплатно в казну железную дорогу со всеми принадлежащими к ней строениями и подвижным составом. <…> По прошествии двадцати лет со дня утверждения настоящего устава, Правительство имеет право во всякое время выкупить дорогу.

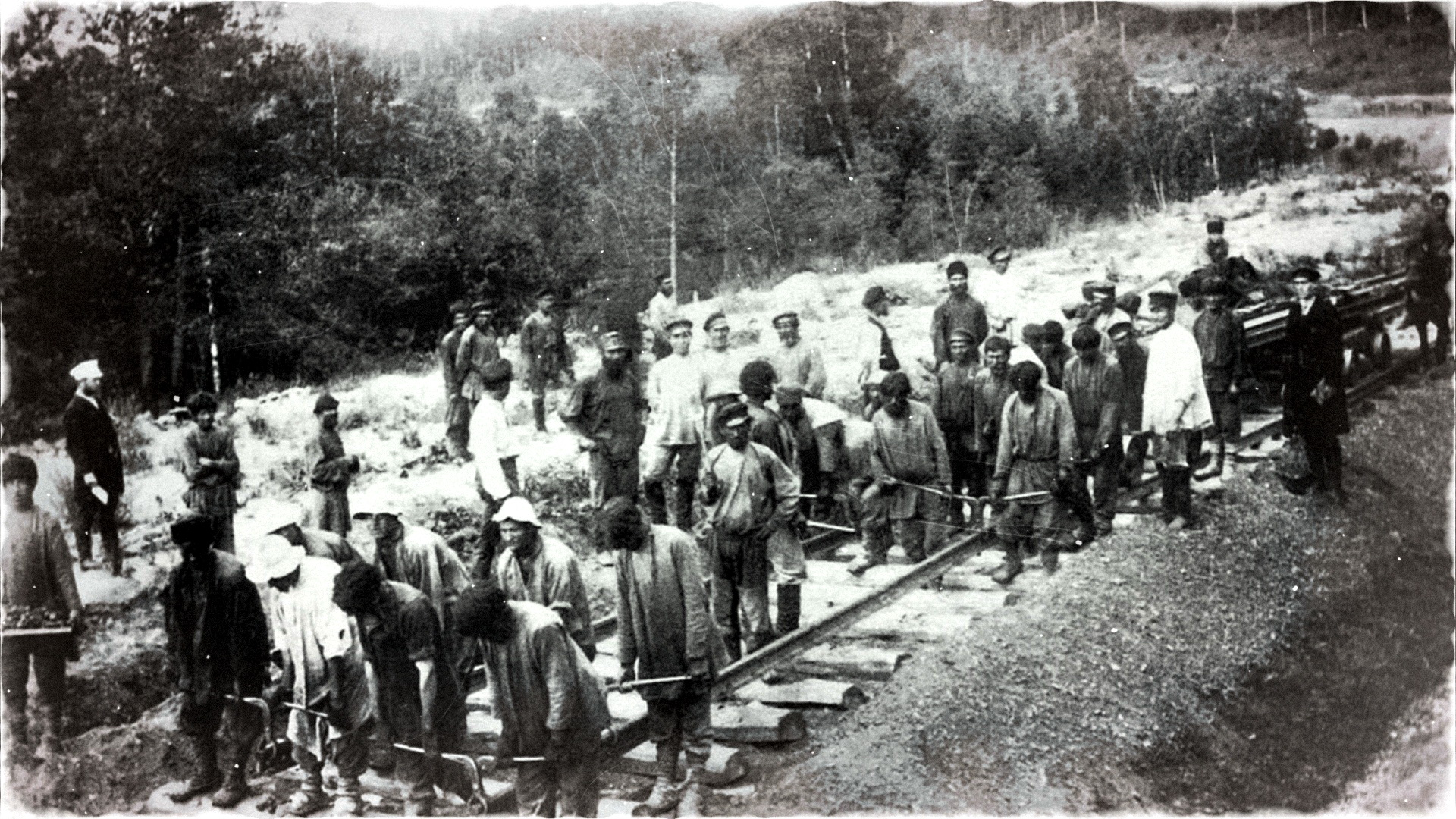
Прокладка путей дороги

По законам тех лет любое российское акционерное общество должно было быть основано дворянами, иначе оно не получило бы Высочайшего утверждения. Так, среди учредителей на первом месте барон А. Дельвиг, полковник Д. Шипов, действительные статские советники Н. Рюмин и А. Шипов, и только в конце списка почетный гражданин, купец первой гильдии И. Мамонтов.
Дворянин Ф. В. Чижов, не располагавший в первое время средствами для приобретения достаточного количества акций, стал лишь кандидатом в члены правления Общества (его председателем он стал только летом 1861 года).

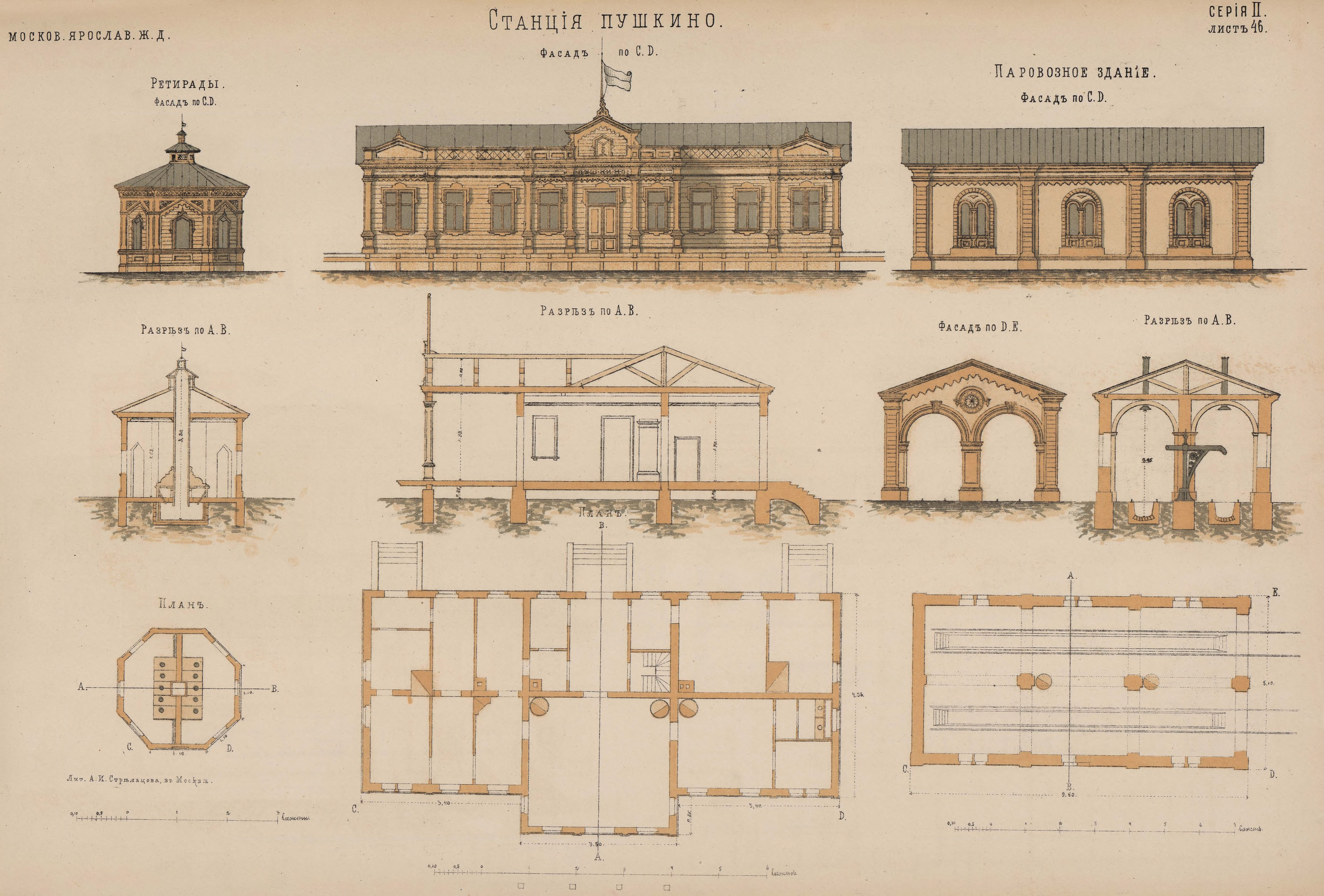
Проект вокзала в Пушкино

14 мая 1860 года в Троице-Сергиевой лавре были произведены закладка и освящение начала работ по сооружению Московско-Троицкой железной дороги протяжённостью 65,7 версты (70 км). Здесь трудились более 6000 рабочих.
Для ускорения процесса требовалось надёжное финансирование. Сметная стоимость проекта составила четыре миллиона рублей, в том числе три миллиона вложил Иван Федорович Мамонтов. Кроме того, было выпущено большое количество акций, помогло правительство. Среди более чем полутысячи акционеров были и великие князья (дети Александра II) — Николай, будущий император Александр, Владимир, Алексей и Сергей Александровичи.
В продолжение всего периода строительства правление дороги стремилось заключать подряды на производство земельных работ, устройство верхнего строения пути, переездов, мостов, станций исключительно с русскими подрядчиками.

### Открытие железной дороги Москва — Сергиев-Посад

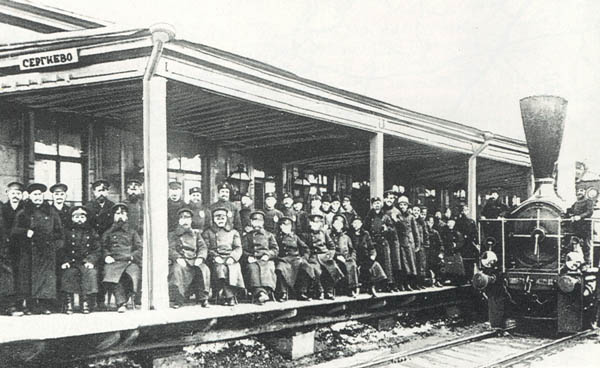
Прибытие первого поезда в Сергиев Посад в 1862 году

В воскресенье, 22 июля 1862 года, инженеры и строители совершили первый пробный выезд. Поезд состоял из паровоза и платформы, на которой была поставлена просторная палатка. Во главе группы был инженер путей сообщения, один из директоров-учредителей полковник М. Богомолец. Всё прошло успешно. Сначала на линии существовало 6 станций: две конечные, две III класса (Пушкино и Хотьково) и две IV класса (Мытищи, Талицы).
18 (30) августа 1862 года в 3 часа дня из Москвы к Троице отправился специальный поезд. Вместе с членами представительной комиссии под началом генерал-майора Андрея Ивановича Дельвига, был и митрополит Московский Филарет, акционеры и члены правления Общества — Фёдор Васильевич Чижов, Николай Гаврилович Рюмин и Иван Фёдорович Мамонтов. 18 августа 1862 года была торжественно открыта «Московско-Троицкая железная дорога» — железнодорожная магистраль от Москвы до Сергиева Посада (почти 66 вёрст).
В Лавре митрополит Филарет произнёс небольшую речь-напутствие: «Рекомендую железную дорогу. Сколько употреблено искусства, усилий и средств для того, чтобы вместо пяти — ехать полтора часа». Таким образом, новая дорога получила благословение от первоиерарха Русской православной церкви, что было немаловажно для паломников и богомольцев. Накануне, 17 августа 1862 года, в московских газетах появилось сообщение: «Управление Московско-Ярославской железной дороги извещает, что с 18 числа августа открывается ежедневное движение от Москвы до Сергиева Посада, на первое время по два раза в день».
По свидетельству современников, дорога вышла образцовой и по устройству, и по бережливости расходов, и по строгой отчётности управления. Уже в первый год своего существования дорога стала невероятно популярной — ею воспользовались 400 тысяч человек (не считая более 13 тысяч «воинских чинов»). На каждой из промежуточных станций — Мытищи, Пушкино, Талицы (ныне Софрино) и Хотьково — тогда соорудили типовые деревянные вокзалы на каменных фундаментах и под железными крышами, площадью порядка 200 м2.
Со временем железная дорога удлинялась и совершенствовалась.
К открытию дороги в Германии были закуплены трёхосные пассажирские вагоны, которые не имели тамбура, и пассажиры из торцевой двери вагона выходили на открытую площадку с поручнями. Немецкие вагоны имели одинарную обшивку, и уже осенью в них было холодно. Позднее появились более удобные вагоны мастерских Коврова.
Движение товарных поездов от Москвы до Сергиева Посада открылось с 3 октября 1862 года. Везли дрова для отопления столицы, древесный уголь для самоваров и паровых утюгов, торф, кирпич и камень.
Стоимость работ по прокладке одной железнодорожной версты в 1862 году достигала 40—90 тысяч рублей. Цена проезда от Москвы до Сергиева Посада была высокая, так, билет первого класса стоил два рубля серебром, а третьего — 80 копеек, пассажир имел право провезти один пуд багажа. Несмотря на дороговизну билетов, пассажиров на вновь построенной дороге было много, и затраты окупились: уже в 1865 году по Троицкой железной дороге было перевезено 456 тыс. пассажиров и 9,5 млн пудов грузов, прибыль составила 467 тыс. руб. После 1894 года линия была проведена до Архангельска и стала называться Московско-Ярославско-Архангельская железная дорога.
Появилась своя железнодорожная субкультура. Вот цитата из книги П. Кончаловского «От Москвы до Архангельска по Московско-Ярославско-Архангельской дороге. Описание всех мест, лежащих на пути дороги и в её окрестностях и имеющих историческое или промышленное значение» (1897):
Станция [Пушкино] 3-го класса. Это большое каменное здание с двумя залами: одна для пассажиров I и II классов и другая для пассажиров III класса. При первой – буфет с холодными закусками и горячими кушаньями, дамская и мужская уборные. При зале III класса тоже есть свой буфет. Возле станции всегда к приходу поезда являются извозчики, парные и одноконные, которыми можно пользоваться для сообщения с окрестными дачными местностями и селами.
В годы советской власти, в 1935 году, в расписании появилось понятие «пригородный поезд». В данное время участок Москва — Сергиев Посад входит в состав Московской железной дороги.

## Подвижной состав железной дороги

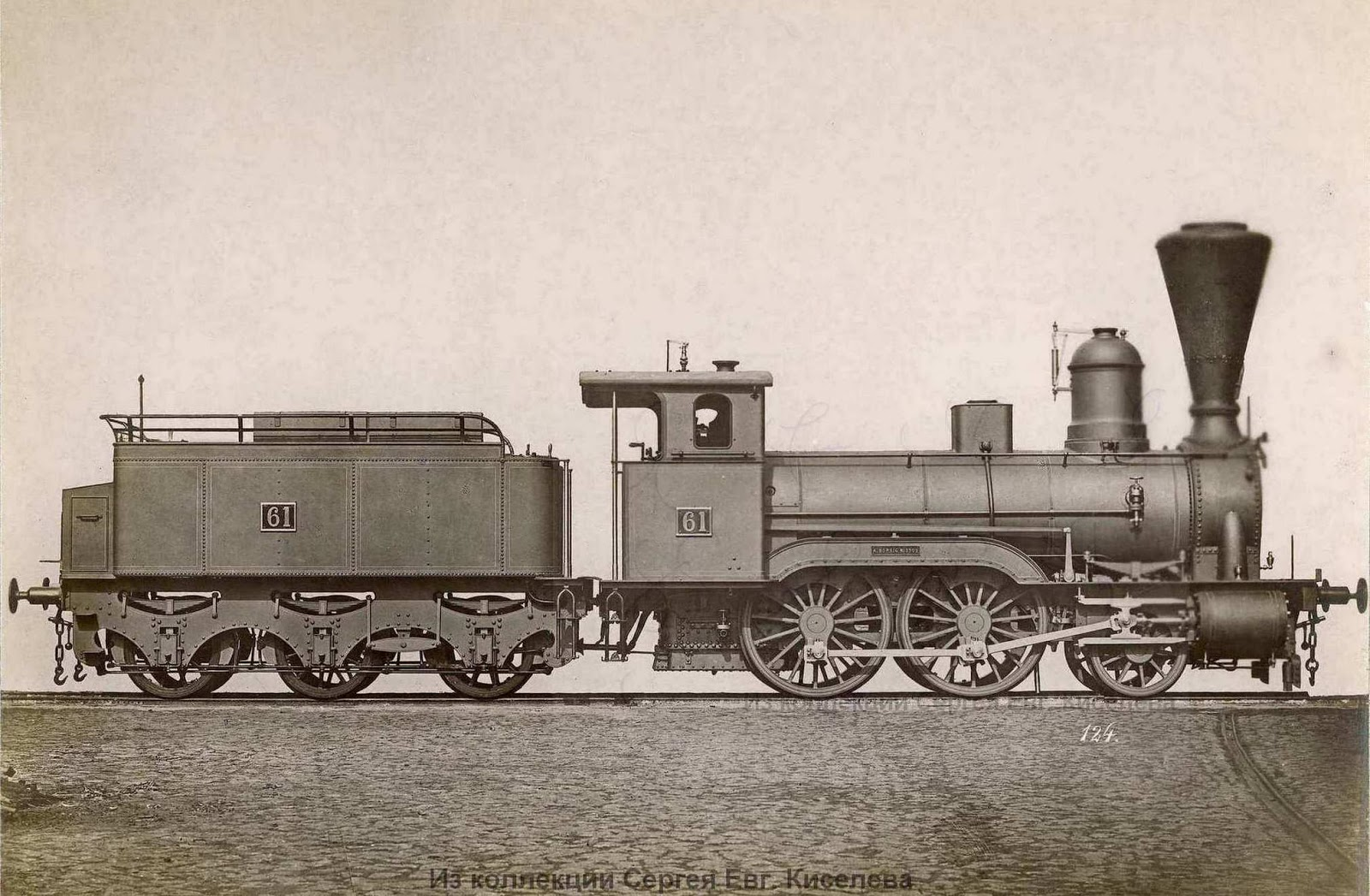
Паровоз фирмы «Борзиг»

Известно, что к открытию «чугунки» у немецкой фирмы «Борзиг» было закуплено первые восемь товаро-пассажирских паровозов, которые развивали скорость 50-60 км/час. В придачу к локомотивам в той же Германии были приобретены трёхосные пассажирские вагоны завода «Пфлуг и Лауэнштайн».
Эти «экипажи» вовсе не имели тамбура: «седокам» приходилось из торцевых дверей вагона выходить на открытую площадку с поручнями. К тому же в этих вагонах уже по осени было холодно. Правда, позже появились уже отечественные, более удобные вагоны Ковровских мастерских.

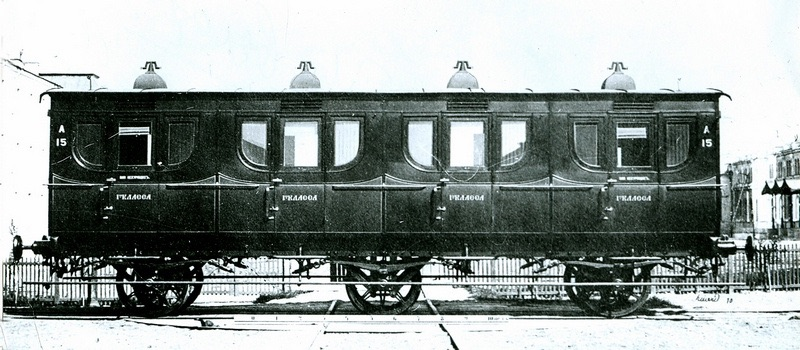
Вагон завода «Пфлуг и Лауэнштайн»

Вагоны были разного класса. С 1879 года и вплоть до Октябрьской революции 1917 года вагоны, независимо от того, частные они или казённые, окрашивались «классным» образом: I класс — синий, внутри — трип (бархатистая ткань) цвета бордо; II класс — жёлтый, светло-коричневый или золотистый с обивкой «ученическое сукно»; III класс — зелёный с деревянными скамьями; IV класс — серый. Первые пассажирские вагоны отделывались роскошно: рамы окон и двери делались из красного дерева, под дуб или ясень отделывались стены, живописна и декоративна была обивка сидений-диванов, начищенной медью, латунью и бронзой сверкали рукоятки и ручки. 
Вмещали такие вагоны в I и II классе 30 человек, в III и IV — 36 человек. В летнее время вагоны III класса вообще представляли собой открытую платформу со скамейками без всякой крыши.
Билет I класса стоил 2 рубля серебром (по 3 копейки с версты), а в III классе до Сергиева Посада можно было проехать за 80 копеек. Пассажир имел право провезти с собой бесплатно один пуд багажа.

## Сервис

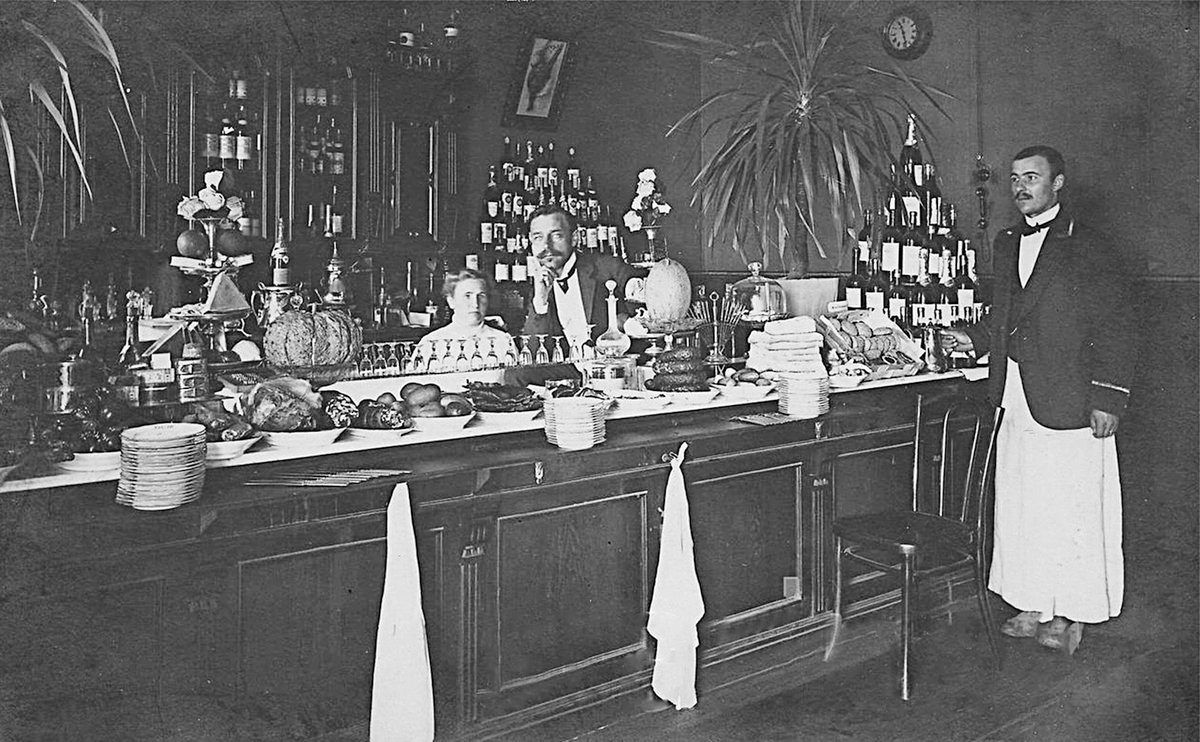
Вид одного из вокзальных буфетов

В залах вокзалов первого и второго классов был хороший по тем времена сервис. Ещё в 1886 году, по предписанию Министерства путей сообщения, все залы ожидания третьего класса должны быть оснащены иконой, расписанием, термометром, деревянными скамьями и столами, осветительными приборами, ёмкостями с питьевой водой, а также книгой жалоб. А вот в «высших» классах к тому же должны были обязательно присутствовать обитые кресла, стенные часы, карта путей сообщения, «водоочистительная машинка», пепельница. На железнодорожных станциях были шикарные в то время буфеты с изобилием всяких блюд и изысканными винами. Работы станционных буфетов подвергалась строгой регламентации.